# غرایق (روستا)
 غرایق  (در عربی:  غَرایق)
نام روستایی است در دهستان الغُربان از توابع استان عَدَن در کشور یمن در شبه جزیره عربستان. 

## جمعیت
جمعیت آن (۵۵ ) نفر (۵ خانوار) می‌باشد.